# Percy Crosby
Percy Leo Crosby (* 8. Dezember 1891 in Brooklyn, New York City; † 8. Dezember 1964 in New York City) war ein US-amerikanischer Autor, Illustrator und Cartoonist. Bekannt wurde er durch seinen populären Comicstrip Skippy.

## Kindheit, Jugend und frühe Karriere
Percy Crosby wuchs in Richmond Hill, Queens, New York auf, einem Stadtteil von New York.:5 Sein Vater, Sohn von katholischen Einwanderern aus Irland, war ein Hobbymaler, der ein Geschäft für Künstlerbedarf führte. Seine Mutter Fanny war von englischer und schottischer Abkunft. Crosby hatte zwei jüngere Schwestern.:5f.
Crosby verließ die High School in der 10. Klasse, um eine Arbeit als Bürojunge in der künstlerischen Abteilung von Theodore Dreisers Zeitschrift The Delineator anzunehmen. Später fand er eine Anstellung als Redakteur für Cartoons bei der sozialistischen Zeitschrift New York Daily Call. Anschließend wurde er Sportberichtkolumnist und Illustrator bei The New York Globe. Er nahm an einem Wettbewerb der Edison Company für das beste Cartoon über den Gebrauch von elektrischen Licht teil, gewann 75 Dollar, und sein Cartoon wurde in jeder Zeitung in New York veröffentlicht. Dieser Erfolg brachte ihm einen Job bei der New York World ein, „at the time the promised land for aspiring cartoonists“.:10 Nach einigen Jahren arbeitete er freiberuflich weiter und verkaufte Cartoons an den Herausgeber der World, John Tennant. 1916 vermarktete der George Matthews Adams Service Crosbys erste tägliche und Sonntags-Comicstrips The Clancy Kids, mit denen er 135 Dollar wöchentlich verdiente.:16
Währenddessen studierte Percy Crosby in Manhattan mit der Art Students League of New York unter solchen Lehrern wie George Bridgman, Frank DuMond, Joseph Pennell und Max Weber. Der Liga-Präsident und Maler Gifford Beal erkannte sein Talent und lud ihn ein, den Sommer in Cape Cod zu verbringen. Dort lernte er Edwin Dickinson, Edward Hopper, Eugene O’Neill und andere ständige Besucher der Künstlerkolonie von Provincetown, Massachusetts, kennen.:16
Während des Ersten Weltkriegs schuf Crosby den Comic That Rookie from the Thirteenth Squad für den Herausgeber McClure, den er täglich schrieb und zeichnete, während er an der Front diente. Dieser Comic sowie Between Shots wurden in Büchern veröffentlicht. Während der Maas-Argonnen-Offensive wurde er von einem Schrapnell am Auge verletzt und mit dem Purple Heart ausgezeichnet.:17
Nach dem Krieg führte Percy Crosby seine Studien fort und verkaufte zwischen 1921 und 1925 eine Serie von Panelcartoons zu den unterschiedlichsten Themen, vornehmlich über Kinder, die in Elendsvierteln von Großstädten lebten.:17–18

## Skippy(1923 bis 1945)
Crosby wurde ein produktiver Mitarbeiter von Life. Mehrere seiner Cartoons handelten von einem Jungen namens Timmy, der als Prototyp für Skippy Skinner diente. Eine der Serien, Always Belittlin, war eine direkte Vorgängerin von Skippy. Ihr Held, ein Kind mit gestreiften Schal und einer Mütze mit schwarzem Bommel, dessen tägliche Gedanken in Form von Aphorismen ausgedruckt wurden.:18
Percy Crosby konnte den Art Director für eine regelmäßige Serie begeistern. Am 15. Mai 1923 erschien die erste Ausgabe von Skippy ganzseitig in der Life und wurde schnell ein Erfolg. Zwei Jahre später wurde die Serie von einem Zeitungssyndikat vermarktet, bis William Randolph Hearst sie für King Features Syndicate anwarb. Die erste tägliche Ausgabe von Skippy erschien am 7. Oktober 1926, und die erste Sonntagsausgabe am 1. April 1929. Crosby behielt das Copyright, was ungewöhnlich war.:25 Er verdiente damit wöchentlich 2350 Dollar, eine enorme Summe zu jener Zeit.
Hauptperson des Comicstrip war Skippy Skinner, ein kleiner Junge aus der Stadt. Üblicherweise trug er einen riesengroßen Kragen, eine Krawatte und einen karierten Schlapphut. Er war eine merkwürdige Mischung aus Unfug und Traurigkeit, der Obst im Laden an der Ecke klaute, weder Rollschuh fahren noch Baseball spielen konnte, über die Welt der Erwachsenen klagte oder traurig auf das Grab einer alten Verwandten starrte: „Erst letztes Jahr hat sie mir eine Krawatte geschenkt.“ Vorbild für die Figur von Skippy soll der australische Radrennfahrer Harris Horder gewesen sein. Seine Erzählungen über seine Zeit als Zeitungsjunge sollen Crosby zu Skippy inspiriert haben.
Crosby publizierte einen Roman über Skippy und andere Bücher; es gab Skippy- Puppen, -Spielzeug und -bücher. 1931 wurde von Paramount ein Skippy-Film produziert, der ein voller Erfolg wurde. Der Regisseur Norman Taurog erhielt einen Oscar; für den Hauptdarsteller Jackie Cooper war es der Anfang seiner Karriere. Drei weitere Nominierungen gab es in den Kategorien Bester Film, Bester Hauptdarsteller und Bestes Drehbuch.
Zwischen 1928 und 1937 produzierte Crosby 3650 Skippy-Strips, zehn Romane, politische und philosophische Essays, Zeichnungen und Cartoons sowie zahlreiche Streitschriften. Zudem nahm er an rund einem Dutzend Ausstellungen in New York, Washington, D.C., London, Paris und Rom teil, bei denen seine Ölgemälde, Aquarelle und andere Gemälde und Zeichnungen gezeigt wurden. Bei den Olympischen Spielen 1932 in Los Angeles erhielt er eine Silbermedaille für seine Werke.
Crosby verkehrte damals in den Kreisen der damaligen kreativen Elite:76 und war der Kopf eines Medienimperiums, das er mit seiner damaligen Frau Agnes und einem Mitarbeiter verwaltete. Für Skippy stellte er einen Assistenten ein, den Zeichner Richard Reddy, der mit ihm bis zum Ende seiner Karriere zusammenarbeitete.:81
In den späten 1930er Jahren wurden die Skippy-Strips immer politischer und philosophischer; Crosby nutzte die Comicstrips zunehmend, um seine Überzeugungen zu transportieren. 1931 schrieb er seine Memoiren A Cartoonist's Philosophy, die von acht Herausgebern wegen ihrer Polemik abgelehnt wurden, und schließlich gab er sie selbst heraus. Alle seine folgenden Bücher erschienen im Selbstverlag oder bei Freedom Press, das er 1936 gründete.:82
Life trennte sich von Crosby, als er zur Bedingung machte, dass neben seinen Comicstrips auch politische Beiträge von ihm publiziert werden sollten. Das Konkurrenzblatt Judge jedoch stimmte seinen Bedingungen zu. Er prangerte in seinen Artikeln korrupte Politiker, das organisierte Verbrechen sowie den Ku-Klux-Clan an und kämpfte für Bürgerrechte.:99 Seine Reden, Artikel und Cartoons erschienen bei den Zeitungen  Washington Herald, Washington Post, The New York Times und New York Sun als kostenpflichtige Beilagen.:97
Obwohl Percy Crosby bei der Präsidentschaftswahl 1932 für Franklin D. Roosevelt gestimmt hatte, sprach er sich öffentlich und aufs Schärfste gegen dessen Judicial Procedures Reform Bill of 1937 aus, wonach der Oberste Gerichtshof der Vereinigten Staaten mehr Kompetenzen bekommen sollte.:98
Eine Betriebsprüfung durch den Internal Revenue Service ergab, dass Crosby und seine Firma Skippy, Inc. mehr als 67.000 Dollar Steuerschulden hätten. Diese Entscheidung focht er jahrelang an und behauptete erfolglos, diese Steuerforderung sei eine Vergeltung für seine politischen Beiträge, „eine politische Hexenjagd“.:100
Im Jahr darauf fing Percy Crosby wieder mit dem Trinken an, und sein Verhalten wurde zunehmend unberechenbar. Er war durch die Scheidungen, Steuerforderungen, Zahlungen von Alimenten und andere Verpflichtungen finanziell ruiniert. Er musste sein Anwesen Ridgelawn für einen Bruchteil seines Wertes verkaufen; seine weiteren Immobilien gingen an seine zweite Frau. Darunter litt die Qualität von Skippy, so dass der Comicstrip am 8. Dezember 1945 zum letzten Mal erschien.:102–103
Zur selben Zeit begann ein Lebensmittelproduzent aus Kalifornien, Joseph Rosefiled, eine neu entwickelte Erdnussbutter zu verkaufen, die er ohne Crosbys Genehmigung Skippy nannte. Es folgte ein jahrzehntelanger juristischer Streit, der Crosbys Erben bis in die 2000er Jahre hinein beschäftigte.
Die Figur Skippy gilt als wichtige Inspiration für die Peanuts von Charles M. Schulz. Für Comic-Historiker Maurice Horn ist Skippy ein Klassiker. Der Humorist Corey Ford bezeichnete in der Zeitschrift Vanity Fair den Comicstrip als „America's most important contribution to humor of the century“. 1997 brachte der U.S. Postal Service eine Briefmarke mit Skippy als Motiv heraus.

## Persönliches
1916 verliebte sich Percy Crosby in New York in die Bildhauerin Gertrude Volz, Tochter eines vermögenden Immobilienmaklers. Nachdem Crosby 1917 als Soldat eingezogen worden war, wo er eine Zeitlang als Jiujitsu-Ausbilder arbeitete, brannte er mit Gertrude Volz durch. Das Paar wurde auf dem militärischen Ausbildungsgelände in Plattsburgh getraut.:17 1927 wurde die Ehe geschieden und Gertrude Volz erhielt das Sorgerecht für die gemeinsame Tochter Patricia.:76
Später war Crosby mit der Schauspielerin Libby Holman liiert und mit weiteren Schauspielerinnen wie Colleen Moore, Elsie James und Marilyn Miller befreundet.:77 In dieser Zeit ging er häufig mit Freunden in Nachtclubs und Speakeasys und entwickelte eine Alkoholsucht. Häufig wachte er morgens auf ohne jegliche Erinnerung an den Abend zuvor.:77 Trotzdem war er weiterhin sehr produktiv.
Percy Crosby verliebte sich in seine Sekretärin, Agnes Dale Locke, und heiratete sie am 4. April 1929.:78–79 Er hörte mit dem Trinken auf und war sieben Jahre lang abstinent.:79 Das Ehepaar zog noch McLean und kaufte dort das Anwesen The Beeches. Später zogen die Crosbys auf ein größeres Anwesen in der Umgebung, Ridgelawn, und bekamen vier Kinder.:80 In dieser Zeit erfand Crosby eine Schusswaffe, die patentiert wurde.
Als Crosby 1937 mit einer Steuerforderung von rund 67 000 Dollar konfrontiert wurde, fing er wieder mit dem Trinken an, und es kam zu handgreiflichen Auseinandersetzungen in der Familie. Im Februar 1939 verreiste er nach einem Streit für zwei Wochen nach Florida; als er reumütig zurückkehrte, war seine Familie ausgezogen, und seine Frau hatte die Scheidung eingereicht. Er sah seine Kinder im Alter von fünf bis neun Jahren nie mehr. Er zog zurück nach Manhattan, wo er wegen einer Infektion im Krankenhaus behandelt werden musste. Dort lernte er eine Krankenschwester, Carolyn Soper, kennen, die er im Mai 1940 heiratete.:101–102

## Späte Jahre (1945 bis 1964)
In seinen späteren Jahren fand Percy Crosby durch seinen Alkoholismus keine Arbeit mehr, und Versuche, Skippy wieder ins Leben zu rufen, scheiterten.
Seine Frau musste wieder als Krankenschwester arbeiten. Im Dezember 1948 wurde er in die psychiatrische Abteilung des Bellevue Hospital eingeliefert, als er nach dem Tod seiner Mutter einen Selbstmordversuch gemacht hatte.:103 Im Januar 1949 wurde er in das Kings Park Veterans’ Hospital verlegt, wo bei ihm eine vermeintliche Schizophrenie diagnostiziert wurde. Seine Unterbringung wurde von einem Onkel seiner Frau genehmigt. Heute gibt es Zweifel an der Rechtmäßigkeit dieser Unterbringung.
Dort verbrachte Crosby die letzten 16 Jahre seines Lebens. Er produzierte weiter Manuskripte und Zeichnungen, die allerdings niemals veröffentlicht wurden, wobei unklar ist, ob das Krankenhauspersonal, das seine Post überwachte und zensierte, diese überhaupt an Herausgeber weiterleitete.:133 Er bekam unregelmäßig Besuch von seinen zwei Schwestern und von dem Cartoonisten Rube Goldberg. Crosbys Frau Carolyn starb am 8. November 1949 an Krebs.:135 Am 8. Dezember 1964 starb Percy Crosby in der Klinik an seinem 73. Geburtstag, nachdem er nach einem Herzanfall monatelang im Koma gelegen hatte. Er wurde auf dem Pine Lawn Veterans’ Cemetery auf Long Island beerdigt.:135